# Cá miền xăng tô
Cá miền xăng tô (tên khoa học: Paracaesio xanthurus) là một loài cá biển thuộc chi Paracaesio trong họ Cá hồng. Loài này được mô tả lần đầu tiên vào năm 1869.

## Từ nguyên
Từ định danh xanthurus được ghép bởi hai âm tiết trong tiếng Hy Lạp cổ đại: xanthós (ξανθός; "có màu vàng") và ourā́ (οὐρά; "đuôi"), hàm ý đề cập đến vây và cuống đuôi có màu vàng tươi ở loài cá này.

## Tình trạng phân loại
Theo Allen và Anderson (2001), cá miền xăng tô là một nhóm phức hợp loài có thể bao gồm hai (hoặc nhiều) loài khác. P. pedleyi, hiện là đồng nghĩa của P. xanthurus, được mô tả từ đảo Lord Howe, rạn san hô Middleton và vùng bờ đông Úc cũng có thể nằm trong số này (nếu được công nhận là hợp lệ).

## Phân bố
Từ Đông Phi, cá miền xăng tô được phân bố trải dài về phía đông đến quần đảo Australes, ngược lên phía bắc tới biển Nhật Bản và quần đảo Marshall, xa về phía nam đến quần đảo Kermadec. Cá miền xăng tô cũng được ghi nhận tại vùng biển Việt Nam, bao gồm cả quần đảo Hoàng Sa và quần đảo Trường Sa.
Cá miền xăng tô sống trên các rạn san hô, được tìm thấy ở độ sâu khoảng từ 5 đến 250 m.

## Mô tả
Chiều dài cơ thể lớn nhất được ghi nhận ở cá miền xăng tô là 50 cm. Cá có màu xanh lam nhạt, dải vàng ở thân trên bắt đầu từ gần đầu vây lưng kéo dài băng qua cuống đuôi và ra cả hai thùy đuôi. Vây lưng màu xám đến hơi vàng, các vây khác màu xám hoặc trắng nhạt.
Số gai ở vây lưng: 10; Số tia vây ở vây lưng: 10; Số gai ở vây hậu môn: 3; Số tia vây ở vây hậu môn: 8–9; Số tia vây ở vây ngực: 16–18; Số vảy đường bên: 68–72.

## Sinh thái
Thức ăn của cá miền xăng tô là động vật phù du.

## Thương mại
Cá miền xăng tô là một loại cá thực phẩm quan trọng ở nhiều khu vực và thường được bán ở dạng tươi sống hoặc đông lạnh.